# Puchar Top Teams siatkarek (2004/2005)
Puchar Top Teams 2004/2005 – 5. sezon turnieju rozgrywanego od 2001 roku, organizowanego przez Europejską Konfederację Piłki Siatkowej (CEV) w ramach europejskich pucharów dla żeńskich klubowych zespołów siatkarskich "starego kontynentu".

## Drużyny uczestniczące
- Slávia UK SLSP Bratysława
- Longa'59 Lichtenvoorde
- VK Královo Pole Brno
- Elverket Vallentuna
- ATSC Sparkasse Klagenfurt
- Dobrinja Sarajewo
- Anorthosis Famagusta
- Volley 80 Petange
- Chieri Volley
- Asterix Kieldrecht
- Aibo-Ratb-Rapid Bukareszt
- Kanti Schaffhausen
- RC Villebon 91
- Vanajan Hämeenlinna
- Holte IF
- Troon VC
- Gwardia Wrocław
- Arke Pollux Oldenzaal
- Örebro Volley
- DHG Odense
- Dżinestra Odessa
- OMS Sh Senica
- Imzit Sarajewo
- Hit Nova Gorica
- Tifon-Azena Velika Gorica
- SVS/PSV Kuoni Schwechat
- CS Știința Bacău
- AEL Limassol
- Eczacıbaşı Stambuł
- Dinamo Tirana
- Dinamo Moskwa
- Belbusinessbank Mińsk
- Eburon Tongeren
- Nyíregyházi FRK
- Zeiler Köniz
- CS Madeira
- Panellinios Ateny
- Mladost Zagrzeb
- TSV Bayer 04 Leverkusen
- Sladki Greh Ljubljana

## Rozgrywki

### Runda wstępna

#### Grupa A
Lichtenvoorde
Tabela
| Lp. | Drużyna                   | Pkt | Mecze | Mecze | Mecze | Sety | Sety | Sety  | Małe punkty | Małe punkty | Małe punkty |
| Lp. | Drużyna                   | Pkt | M     | W     | P     | wyg. | prz. | ratio | zdob.       | str.        | ratio       |
| --- | ------------------------- | --- | ----- | ----- | ----- | ---- | ---- | ----- | ----------- | ----------- | ----------- |
| 1   | Longa'59 Lichtenvoorde    | 6   | 3     | 3     | 0     | 9    | 1    | 9.000 | 243         | 166         | 1.464       |
| 2   | Slávia UK SLSP Bratysława | 5   | 3     | 2     | 1     | 7    | 3    | 2.333 | 232         | 198         | 1.172       |
| 3   | Královo Pole Brno         | 4   | 3     | 1     | 2     | 3    | 6    | 0.500 | 184         | 213         | 0.864       |
| 4   | Elverket Vallentuna       | 3   | 3     | 0     | 3     | 0    | 9    | 0.000 | 148         | 230         | 0.643       |

Wyniki
| Data       | Drużyna 1                 | Wynik | Drużyna 2                 | Sety                       |
| ---------- | ------------------------- | ----- | ------------------------- | -------------------------- |
| 22.10.2004 | Slávia UK SLSP Bratysława | 3:0   | Královo Pole Brno         | 25:14, 25:21, 25:19        |
| 22.10.2004 | Longa'59 Lichtenvoorde    | 3:0   | Elverket Vallentuna       | 25:9, 25:12, 25:13         |
|            |                           |       |                           |                            |
| 23.10.2004 | Elverket Vallentuna       | 0:3   | Slávia UK SLSP Bratysława | 17:25, 14:25, 20:25        |
| 23.10.2004 | Královo Pole Brno         | 0:3   | Longa'59 Lichtenvoorde    | 22:25, 8:25, 20:25         |
|            |                           |       |                           |                            |
| 24.10.2004 | Královo Pole Brno         | 3:0   | Elverket Vallentuna       | 25:15, 25:20, 30:28        |
| 24.10.2004 | Longa'59 Lichtenvoorde    | 3:1   | Slávia UK SLSP Bratysława | 25:19, 25:21, 18:25, 25:17 |

#### Grupa B
Pétange
Tabela
| Lp. | Drużyna                    | Pkt | Mecze | Mecze | Mecze | Sety | Sety | Sety  | Małe punkty | Małe punkty | Małe punkty |
| Lp. | Drużyna                    | Pkt | M     | W     | P     | wyg. | prz. | ratio | zdob.       | str.        | ratio       |
| --- | -------------------------- | --- | ----- | ----- | ----- | ---- | ---- | ----- | ----------- | ----------- | ----------- |
| 1   | ATSC Sparkasse Klagenfurt  | 6   | 3     | 3     | 0     | 9    | 2    | 4.500 | 265         | 203         | 1.305       |
| 2   | Dobrinja Sarajewo Sarajewo | 5   | 3     | 2     | 1     | 7    | 4    | 1.750 | 254         | 202         | 1.257       |
| 3   | Anorthosis Famagosta       | 4   | 3     | 1     | 2     | 4    | 6    | 0.667 | 188         | 234         | 0.803       |
| 4   | Volley Pétange             | 3   | 3     | 0     | 3     | 1    | 9    | 0.111 | 178         | 246         | 0.724       |

Wyniki
| Data       | Drużyna 1                 | Wynik | Drużyna 2                 | Sety                       |
| ---------- | ------------------------- | ----- | ------------------------- | -------------------------- |
| 22.10.2004 | ATSC Sparkasse Klagenfurt | 3:1   | Dobrinja Sarajewo         | 25:21, 17:25, 25:15, 25:22 |
| 22.10.2004 | Volley 80 Petange         | 0:3   | Anorthosis Famagusta      | 20:25, 23:25, 18:25        |
|            |                           |       |                           |                            |
| 23.10.2004 | Anorthosis Famagusta      | 1:3   | ATSC Sparkasse Klagenfurt | 18:25, 13:25, 25:23, 17:25 |
| 23.10.2004 | Dobrinja Sarajewo         | 3:1   | Volley 80 Petange         | 21:25, 25:15, 25:14, 25:16 |
|            |                           |       |                           |                            |
| 24.10.2004 | Anorthosis Famagusta      | 0:3   | Dobrinja Sarajewo         | 16:25, 13:25, 11:25        |
| 24.10.2004 | Volley 80 Petange         | 0:3   | ATSC Sparkasse Klagenfurt | 14:25, 13:25, 20:25        |

#### Grupa C
Kieldrecht
Tabela
| Lp. | Drużyna                   | Pkt | Mecze | Mecze | Mecze | Sety | Sety | Sety  | Małe punkty | Małe punkty | Małe punkty |
| Lp. | Drużyna                   | Pkt | M     | W     | P     | wyg. | prz. | ratio | zdob.       | str.        | ratio       |
| --- | ------------------------- | --- | ----- | ----- | ----- | ---- | ---- | ----- | ----------- | ----------- | ----------- |
| 1   | Chieri Volley             | 6   | 3     | 3     | 0     | 9    | 0    | MAX   | 225         | 157         | 1.433       |
| 2   | Asteríx Kieldrecht        | 5   | 3     | 2     | 1     | 6    | 5    | 1.200 | 246         | 236         | 1.042       |
| 3   | Aibo-Ratb-Rapid Bukareszt | 4   | 3     | 1     | 2     | 4    | 8    | 0.500 | 236         | 271         | 0.871       |
| 4   | Kanti Schaffhausen        | 3   | 3     | 0     | 3     | 3    | 9    | 0.333 | 235         | 278         | 0.845       |

Wyniki
| Data       | Drużyna 1                 | Wynik | Drużyna 2                 | Sety                              |
| ---------- | ------------------------- | ----- | ------------------------- | --------------------------------- |
| 22.10.2004 | Chieri Volley             | 3:0   | Aibo-Ratb-Rapid Bukareszt | 25:10, 25:21, 25:22               |
| 22.10.2004 | Asterix Kieldrecht        | 3:1   | Kanti Schaffhausen        | 26:24, 25:12, 24:26, 25:19        |
|            |                           |       |                           |                                   |
| 23.10.2004 | Aibo-Ratb-Rapid Bukareszt | 3:2   | Kanti Schaffhausen        | 25:19, 18:25, 25:21, 20:25, 15:12 |
| 23.10.2004 | Chieri Volley             | 3:0   | Asterix Kieldrecht        | 25:17, 25:16, 25:19               |
|            |                           |       |                           |                                   |
| 24.10.2004 | Kanti Schaffhausen        | 0:3   | Chieri Volley             | 23:25, 14:25, 15:25               |
| 24.10.2004 | Aibo-Ratb-Rapid Bukareszt | 1:3   | Asterix Kieldrecht        | 15:25, 25:19, 18:25, 22:25        |

#### Grupa D
Troon
Tabela
| Lp. | Drużyna             | Pkt | Mecze | Mecze | Mecze | Sety | Sety | Sety  | Małe punkty | Małe punkty | Małe punkty |
| Lp. | Drużyna             | Pkt | M     | W     | P     | wyg. | prz. | ratio | zdob.       | str.        | ratio       |
| --- | ------------------- | --- | ----- | ----- | ----- | ---- | ---- | ----- | ----------- | ----------- | ----------- |
| 1   | RC Villebon 91      | 6   | 3     | 3     | 0     | 9    | 0    | MAX   | 225         | 137         | 1.642       |
| 2   | Vanajan Hämeenlinna | 5   | 3     | 2     | 1     | 6    | 3    | 2.000 | 208         | 163         | 1.276       |
| 3   | Holte IF            | 4   | 3     | 1     | 2     | 3    | 8    | 0.375 | 206         | 254         | 0.811       |
| 4   | Troon VC            | 3   | 3     | 0     | 3     | 2    | 9    | 0.222 | 175         | 260         | 0.673       |

Wyniki
| Data       | Drużyna 1           | Wynik | Drużyna 2           | Sety                              |
| ---------- | ------------------- | ----- | ------------------- | --------------------------------- |
| 22.10.2004 | Holte IF            | 0:3   | Vanajan HÄmeenlinna | 19:25, 19:25, 10:25               |
| 22.10.2004 | RC Villebon 91      | 3:0   | Troon VC            | 25:11, 25:7, 25:13                |
|            |                     |       |                     |                                   |
| 23.10.2004 | Vanajan HÄmeenlinna | 0:3   | RC Villebon 91      | 13:25, 22:25, 23:25               |
| 23.10.2004 | Troon VC            | 2:3   | Holte IF            | 19:25, 25:21, 25:22, 25:27, 10:15 |
|            |                     |       |                     |                                   |
| 24.10.2004 | Holte IF            | 0:3   | RC Villebon 91      | 16:25, 18:25, 14:25               |
| 24.10.2004 | Troon VC            | 0:3   | Vanajan HÄmeenlinna | 9:25, 15:25, 16:25                |

#### Grupa E
Örebro
Tabela
| Lp. | Drużyna             | Pkt | Mecze | Mecze | Mecze | Sety | Sety | Sety  | Małe punkty | Małe punkty | Małe punkty |
| Lp. | Drużyna             | Pkt | M     | W     | P     | wyg. | prz. | ratio | zdob.       | str.        | ratio       |
| --- | ------------------- | --- | ----- | ----- | ----- | ---- | ---- | ----- | ----------- | ----------- | ----------- |
| 1   | Gwardia Wrocław     | 6   | 3     | 3     | 0     | 9    | 2    | 4.500 | 248         | 176         | 1.409       |
| 2   | VV Pollux Oldenzaal | 5   | 3     | 2     | 1     | 8    | 3    | 2.667 | 239         | 210         | 1.138       |
| 3   | Örebro Volley       | 4   | 3     | 1     | 2     | 3    | 6    | 0.500 | 184         | 193         | 0.953       |
| 4   | DHG Odense          | 3   | 3     | 0     | 3     | 0    | 9    | 0.000 | 133         | 225         | 0.591       |

Wyniki
| Data       | Drużyna 1             | Wynik | Drużyna 2             | Sety                             |
| ---------- | --------------------- | ----- | --------------------- | -------------------------------- |
| 22.10.2004 | Gwardia Wrocław       | 3:2   | Arke Pollux Oldenzaal | 18:25, 25:19, 15:25, 25:13, 15:7 |
| 22.10.2004 | Örebro Volley         | 3:0   | DHG Odense            | 25:13, 25:10, 25:20              |
|            |                       |       |                       |                                  |
| 23.10.2004 | DHG Odense            | 0:3   | Gwardia Wrocław       | 12:25, 11:25, 22:25              |
| 23.10.2004 | Arke Pollux Oldenzaal | 3:0   | Örebro Volley         | 25:23, 25:23, 25:21              |
|            |                       |       |                       |                                  |
| 24.10.2004 | DHG Odense            | 0:3   | Arke Pollux Oldenzaal | 14:25, 17:25, 14:25              |
| 24.10.2004 | Örebro Volley         | 0:3   | Gwardia Wrocław       | 8:25, 21:25, 13:25               |

#### Grupa F
Senica
Tabela
| Lp. | Drużyna          | Pkt | Mecze | Mecze | Mecze | Sety | Sety | Sety  | Małe punkty | Małe punkty | Małe punkty |
| Lp. | Drużyna          | Pkt | M     | W     | P     | wyg. | prz. | ratio | zdob.       | str.        | ratio       |
| --- | ---------------- | --- | ----- | ----- | ----- | ---- | ---- | ----- | ----------- | ----------- | ----------- |
| 1   | Dżinestra Odessa | 6   | 3     | 3     | 0     | 9    | 2    | 4.500 | 262         | 208         | 1.260       |
| 2   | OMS Sh Senica    | 5   | 3     | 2     | 1     | 6    | 4    | 1.500 | 227         | 211         | 1.076       |
| 3   | OK Nova Gorica   | 4   | 3     | 1     | 2     | 6    | 6    | 1.000 | 266         | 258         | 1.031       |
| 4   | Imzit Sarajewo   | 3   | 3     | 0     | 3     | 0    | 9    | 0.000 | 147         | 225         | 0.653       |

Wyniki
| Data       | Drużyna 1          | Wynik | Drużyna 2          | Sety                              |
| ---------- | ------------------ | ----- | ------------------ | --------------------------------- |
| 22.10.2004 | Dżinestra Odessa   | 3:2   | OK Hit Nova Gorica | 25:13, 25:14, 17:25, 27:29, 18:16 |
| 22.10.2004 | Imzit Sarajewo     | 0:3   | OMS Sh Senica      | 13:25, 15:25, 14:25               |
|            |                    |       |                    |                                   |
| 23.10.2004 | Imzit Sarajewo     | 0:3   | Dżinestra Odessa   | 14:25, 22:25, 16:25               |
| 23.10.2004 | OMS Sh Senica      | 3:1   | OK Hit Nova Gorica | 16:25, 25:21, 27:25, 25:23        |
|            |                    |       |                    |                                   |
| 24.10.2004 | OK Hit Nova Gorica | 3:0   | Imzit Sarajewo     | 25:19, 25:19, 25:15               |
| 24.10.2004 | Dżinestra Odessa   | 3:0   | OMS Sh Senica      | 25:19, 25:19, 25:21               |

#### Grupa G
Velika Gorica
Tabela
| Lp. | Drużyna                 | Pkt | Mecze | Mecze | Mecze | Sety | Sety | Sety  | Małe punkty | Małe punkty | Małe punkty |
| Lp. | Drużyna                 | Pkt | M     | W     | P     | wyg. | prz. | ratio | zdob.       | str.        | ratio       |
| --- | ----------------------- | --- | ----- | ----- | ----- | ---- | ---- | ----- | ----------- | ----------- | ----------- |
| 1   | OK Velika Gorica        | 6   | 3     | 3     | 0     | 9    | 1    | 9.000 | 249         | 198         | 1.258       |
| 2   | SVS/PSV Kuoni Schwechat | 5   | 3     | 2     | 1     | 6    | 5    | 1.200 | 253         | 246         | 1.028       |
| 3   | CS Știința Bacău        | 4   | 3     | 1     | 2     | 6    | 6    | 1.000 | 274         | 258         | 1.062       |
| 4   | AEL Limassol            | 3   | 3     | 0     | 3     | 0    | 9    | 0.000 | 153         | 227         | 0.674       |

Wyniki
| Data       | Drużyna 1                 | Wynik | Drużyna 2                 | Sety                              |
| ---------- | ------------------------- | ----- | ------------------------- | --------------------------------- |
| 22.10.2004 | SVS/PSV Kuoni Schwechat   | 3:2   | CS Știința Bacău          | 15:25, 26:24, 31:33, 25:22, 15:10 |
| 22.10.2004 | Tifon-Azena Velika Gorica | 3:0   | AEL Limassol              | 25:10, 25:17, 25:22               |
|            |                           |       |                           |                                   |
| 23.10.2004 | CS Știința Bacău          | 3:0   | AEL Limassol              | 25:17, 25:15, 25:17               |
| 23.10.2004 | SVS/PSV Kuoni Schwechat   | 0:3   | Tifon-Azena Velika Gorica | 18:25, 25:27, 21:25               |
|            |                           |       |                           |                                   |
| 24.10.2004 | AEL Limassol              | 0:3   | SVS/PSV Kuoni Schwechat   | 25:27, 12:25, 18:25               |
| 24.10.2004 | Tifon-Azena Velika Gorica | 3:1   | CS Știința Bacău          | 25:19, 22:25, 25:21, 25:20        |

#### Grupa H
Moskwa
Tabela
| Lp. | Drużyna            | Pkt | Mecze | Mecze | Mecze | Sety | Sety | Sety  | Małe punkty | Małe punkty | Małe punkty |
| Lp. | Drużyna            | Pkt | M     | W     | P     | wyg. | prz. | ratio | zdob.       | str.        | ratio       |
| --- | ------------------ | --- | ----- | ----- | ----- | ---- | ---- | ----- | ----------- | ----------- | ----------- |
| 1   | Eczacıbaşı Stambuł | 6   | 3     | 3     | 0     | 9    | 3    | 3.000 | 283         | 219         | 1.292       |
| 2   | Dinamo Moskwa      | 5   | 3     | 2     | 1     | 8    | 4    | 2.000 | 280         | 243         | 1.152       |
| 3   | Minchanka Mińsk    | 4   | 3     | 1     | 2     | 5    | 6    | 0.833 | 237         | 244         | 0.971       |
| 4   | Dinamo Tirana      | 3   | 3     | 0     | 3     | 0    | 9    | 0.000 | 131         | 225         | 0.582       |

Wyniki
| Data       | Drużyna 1             | Wynik | Drużyna 2             | Sety                              |
| ---------- | --------------------- | ----- | --------------------- | --------------------------------- |
| 22.10.2004 | Belbusinessbank Mińsk | 1:3   | Eczacıbaşı Stambuł    | 15:25, 26:24, 17:25, 14:25        |
| 22.10.2004 | Dinamo Tirana         | 0:3   | Dinamo Moskwa Region  | 14:25, 14:25, 16:25               |
|            |                       |       |                       |                                   |
| 23.10.2004 | Eczacıbaşı Stambuł    | 3:0   | Dinamo Tirana         | 25:12, 25:12, 25:13               |
| 23.10.2004 | Dinamo Moskwa Region  | 3:1   | Belbusinessbank Mińsk | 19:25, 25:18, 25:23, 26:24        |
|            |                       |       |                       |                                   |
| 24.10.2004 | Belbusinessbank Mińsk | 3:0   | Dinamo Tirana         | 25:19, 25:14, 25:17               |
| 24.10.2004 | Dinamo Moskwa Region  | 2:3   | Eczacıbaşı Stambuł    | 24:26, 22:25, 27:25, 25:18, 12:15 |

### Faza grupowa

#### Grupa A
Tabela
| Lp. | Drużyna                   | Pkt | Mecze | Mecze | Mecze | Sety | Sety | Sety  | Małe punkty | Małe punkty | Małe punkty |
| Lp. | Drużyna                   | Pkt | M     | W     | P     | wyg. | prz. | ratio | zdob.       | str.        | ratio       |
| --- | ------------------------- | --- | ----- | ----- | ----- | ---- | ---- | ----- | ----------- | ----------- | ----------- |
| 1   | Eburon Tongeren           | 11  | 6     | 5     | 1     | 16   | 4    | 4.000 | 479         | 401         | 1.195       |
| 2   | RC Villebon 91            | 11  | 6     | 5     | 1     | 16   | 8    | 2.000 | 561         | 491         | 1.143       |
| 3   | Tifon-Azena Velika Gorica | 7   | 6     | 1     | 5     | 6    | 15   | 0.400 | 430         | 487         | 0.883       |
| 4   | Nyíregyházi FRK           | 7   | 6     | 1     | 5     | 4    | 15   | 0.267 | 367         | 458         | 0.801       |

Wyniki
| Data       | Drużyna 1                 | Wynik | Drużyna 2                 | Sety                              |
| ---------- | ------------------------- | ----- | ------------------------- | --------------------------------- |
| 10.11.2004 | Tifon-Azena Velika Gorica | 0:3   | Eburon Tongeren           | 23:25, 18:25, 20:25               |
| 10.11.2004 | RC Villebon 91            | 3:0   | Nyíregyházi FRK           | 25:17, 25:12, 25:19               |
|            |                           |       |                           |                                   |
| 17.11.2004 | Nyíregyházi FRK           | 3:0   | Tifon-Azena Velika Gorica | 25:20, 25:18, 26:24               |
| 17.11.2004 | Eburon Tongeren           | 1:3   | RC Villebon 91            | 19:25, 21:25, 25:21, 21:25        |
|            |                           |       |                           |                                   |
| 24.11.2004 | RC Villebon 91            | 3:2   | Tifon-Azena Velika Gorica | 25:20, 25:20, 20:25, 19:25, 17:15 |
| 25.11.2004 | Nyíregyházi FRK           | 0:3   | Eburon Tongeren           | 18:25, 23:25, 20:25               |
|            |                           |       |                           |                                   |
| 01.12.2004 | Tifon-Azena Velika Gorica | 1:3   | RC Villebon 91            | 22:25, 22:25, 25:23, 17:25        |
| 01.12.2004 | Eburon Tongeren           | 3:0   | Nyíregyházi FRK           | 25:15, 25:16, 25:21               |
|            |                           |       |                           |                                   |
| 08.12.2004 | Tifon-Azena Velika Gorica | 3:0   | Nyíregyházi FRK           | 25:18, 25:16, 25:23               |
| 08.12.2004 | RC Villebon 91            | 1:3   | Eburon Tongeren           | 20:25, 25:17, 24:26, 21:25        |
|            |                           |       |                           |                                   |
| 14.12.2004 | Nyíregyházi FRK           | 1:3   | RC Villebon 91            | 16:25, 20:25, 25:21, 12:25        |
| 14.12.2004 | Eburon Tongeren           | 3:0   | Tifon-Azena Velika Gorica | 25:17, 25:6, 25:18                |

#### Grupa B
Tabela
| Lp. | Drużyna                | Pkt | Mecze | Mecze | Mecze | Sety | Sety | Sety  | Małe punkty | Małe punkty | Małe punkty |
| Lp. | Drużyna                | Pkt | M     | W     | P     | wyg. | prz. | ratio | zdob.       | str.        | ratio       |
| --- | ---------------------- | --- | ----- | ----- | ----- | ---- | ---- | ----- | ----------- | ----------- | ----------- |
| 1   | Eczacıbaşı Stambuł     | 11  | 6     | 5     | 1     | 15   | 8    | 1.875 | 514         | 478         | 1.075       |
| 2   | Longa'59 Lichtenvoorde | 10  | 6     | 4     | 2     | 14   | 9    | 1.556 | 505         | 486         | 1.039       |
| 3   | Zeiler Köniz           | 9   | 6     | 3     | 3     | 13   | 10   | 1.300 | 523         | 483         | 1.083       |
| 4   | CS Madeira             | 6   | 6     | 0     | 6     | 3    | 18   | 0.167 | 405         | 500         | 0.810       |

Wyniki
| Data       | Drużyna 1              | Wynik | Drużyna 2              | Sety                              |
| ---------- | ---------------------- | ----- | ---------------------- | --------------------------------- |
| 10.11.2004 | Longa'59 Lichtenvoorde | 3:0   | Eczacıbaşı Stambuł     | 25:20, 25:22, 25:18               |
| 10.11.2004 | Zeiler Köniz           | 3:0   | CS Madeira             | 25:21, 25:19, 25:21               |
|            |                        |       |                        |                                   |
| 17.11.2004 | CS Madeira             | 2:3   | Longa'59 Lichtenvoorde | 25:23, 20:25, 22:25, 25:22, 9:15  |
| 18.11.2004 | Eczacıbaşı Stambuł     | 3:2   | Zeiler Köniz           | 22:25, 25:22, 21:25, 25:21, 15:13 |
|            |                        |       |                        |                                   |
| 24.11.2004 | Longa'59 Lichtenvoorde | 3:1   | Zeiler Köniz           | 25:22, 25:18, 17:25, 25:18        |
| 25.11.2004 | Eczacıbaşı Stambuł     | 3:0   | CS Madeira             | 25:13, 25:20, 25:18               |
|            |                        |       |                        |                                   |
| 01.12.2004 | CS Madeira             | 1:3   | Eczacıbaşı Stambuł     | 25:15, 17:25, 23:25, 22:25        |
| 01.12.2004 | Zeiler Köniz           | 3:1   | Longa'59 Lichtenvoorde | 25:16, 25:18, 22:25, 25:22        |
|            |                        |       |                        |                                   |
| 08.12.2004 | Longa'59 Lichtenvoorde | 3:0   | CS Madeira             | 25:18, 25:20, 25:18               |
| 08.12.2004 | Zeiler Köniz           | 1:3   | Eczacıbaşı Stambuł     | 25:15, 18:25, 25:27, 19:25        |
|            |                        |       |                        |                                   |
| 14.12.2004 | Eczacıbaşı Stambuł     | 3:1   | Longa'59 Lichtenvoorde | 14:25, 25:11, 25:14, 25:22        |
| 14.12.2004 | CS Madeira             | 0:3   | Zeiler Köniz           | 16:25, 16:25, 17:25               |

#### Grupa C
Tabela
| Lp. | Drużyna           | Pkt | Mecze | Mecze | Mecze | Sety | Sety | Sety  | Małe punkty | Małe punkty | Małe punkty |
| Lp. | Drużyna           | Pkt | M     | W     | P     | wyg. | prz. | ratio | zdob.       | str.        | ratio       |
| --- | ----------------- | --- | ----- | ----- | ----- | ---- | ---- | ----- | ----------- | ----------- | ----------- |
| 1   | Chieri Volley     | 12  | 6     | 6     | 0     | 18   | 3    | 6.000 | 508         | 389         | 1.306       |
| 2   | Dżinestra Odessa  | 9   | 6     | 3     | 3     | 9    | 13   | 0.692 | 467         | 491         | 0.951       |
| 3   | Mladost Zagrzeb   | 8   | 6     | 2     | 4     | 12   | 13   | 0.923 | 557         | 554         | 1.005       |
| 4   | Panellinios Ateny | 7   | 6     | 1     | 5     | 6    | 16   | 0.375 | 440         | 538         | 0.818       |

Wyniki
| Data       | Drużyna 1         | Wynik | Drużyna 2         | Sety                              |
| ---------- | ----------------- | ----- | ----------------- | --------------------------------- |
| 09.11.2004 | Panellinios Ateny | 1:3   | Dżinestra Odessa  | 25:23, 22:25, 17:25, 19:25        |
| 10.11.2004 | Mladost Zagrzeb   | 1:3   | Chieri Volley     | 25:18, 24:26, 21:25, 20:25        |
|            |                   |       |                   |                                   |
| 16.11.2004 | Dżinestra Odessa  | 3:2   | Mladost Zagrzeb   | 25:19, 25:23, 22:25, 22:25, 15:13 |
| 17.11.2004 | Chieri Volley     | 3:0   | Panellinios Ateny | 25:13, 25:11, 25:15               |
|            |                   |       |                   |                                   |
| 24.11.2004 | Mladost Zagrzeb   | 3:1   | Panellinios Ateny | 23:25, 25:17, 25:18, 25:15        |
| 24.11.2004 | Chieri Volley     | 3:0   | Dżinestra Odessa  | 25:15, 25:22, 25:17               |
|            |                   |       |                   |                                   |
| 01.12.2004 | Panellinios Ateny | 3:1   | Mladost Zagrzeb   | 26:28, 25:23, 26:24, 25:21        |
| 02.12.2004 | Dżinestra Odessa  | 0:3   | Chieri Volley     | 15:25, 14:25, 21:25               |
|            |                   |       |                   |                                   |
| 07.12.2004 | Panellinios Ateny | 0:3   | Chieri Volley     | 23:25, 21:25, 19:25               |
| 08.12.2004 | Mladost Zagrzeb   | 3:0   | Dżinestra Odessa  | 25:23, 25:23, 25:14               |
|            |                   |       |                   |                                   |
| 14.12.2004 | Dżinestra Odessa  | 3:1   | Panellinios Ateny | 21:25, 25:17, 25:19, 25:17        |
| 14.12.2004 | Chieri Volley     | 3:2   | Mladost Zagrzeb   | 25:15, 25:12, 30:32, 19:25, 15:9  |

#### Grupa D
Tabela
| Lp. | Drużyna                   | Pkt | Mecze | Mecze | Mecze | Sety | Sety | Sety  | Małe punkty | Małe punkty | Małe punkty |
| Lp. | Drużyna                   | Pkt | M     | W     | P     | wyg. | prz. | ratio | zdob.       | str.        | ratio       |
| --- | ------------------------- | --- | ----- | ----- | ----- | ---- | ---- | ----- | ----------- | ----------- | ----------- |
| 1   | TSV Bayer 04 Leverkusen   | 11  | 6     | 5     | 1     | 11   | 17   | 0.647 | 597         | 511         | 1.168       |
| 2   | Gwardia Wrocław           | 10  | 6     | 4     | 2     | 15   | 8    | 1.875 | 501         | 475         | 1.055       |
| 3   | Sladki Greh Ljubljana     | 9   | 6     | 3     | 3     | 11   | 12   | 0.917 | 504         | 503         | 1.002       |
| 4   | ATSC Sparkasse Klagenfurt | 6   | 6     | 0     | 6     | 4    | 18   | 0.222 | 410         | 523         | 0.784       |

Wyniki
| Data       | Drużyna 1                 | Wynik | Drużyna 2                 | Sety                              |
| ---------- | ------------------------- | ----- | ------------------------- | --------------------------------- |
| 10.11.2004 | ATSC Sparkasse Klagenfurt | 0:3   | Sladki Greh Ljubljana     | 19:25, 16:25, 21:25               |
| 10.11.2004 | TSV Bayer 04 Leverkusen   | 3:1   | Gwardia Wrocław           | 21:25, 25:16, 25:17, 25:8         |
|            |                           |       |                           |                                   |
| 17.11.2004 | Gwardia Wrocław           | 3:0   | ATSC Sparkasse Klagenfurt | 25:12, 25:13, 25:15               |
| 17.11.2004 | Sladki Greh Ljubljana     | 1:3   | TSV Bayer 04 Leverkusen   | 19:25, 25:20, 24:26, 28:30        |
|            |                           |       |                           |                                   |
| 24.11.2004 | ATSC Sparkasse Klagenfurt | 1:3   | TSV Bayer 04 Leverkusen   | 25:18, 18:25, 19:25, 17:25        |
| 24.11.2004 | Sladki Greh Ljubljana     | 0:3   | Gwardia Wrocław           | 19:25, 22:25, 21:25               |
|            |                           |       |                           |                                   |
| 01.12.2004 | Gwardia Wrocław           | 2:3   | Sladki Greh Ljubljana     | 25:20, 25:21, 20:25, 20:25, 13:15 |
| 01.12.2004 | TSV Bayer 04 Leverkusen   | 3:2   | ATSC Sparkasse Klagenfurt | 25:19, 25:22, 20:25, 20:25, 15:7  |
|            |                           |       |                           |                                   |
| 08.12.2004 | TSV Bayer 04 Leverkusen   | 3:1   | Sladki Greh Ljubljana     | 25:2, 25:20, 18:25, 25:20         |
| 08.12.2004 | ATSC Sparkasse Klagenfurt | 0:3   | Gwardia Wrocław           | 25:27, 20:25, 17:25               |
|            |                           |       |                           |                                   |
| 14.12.2004 | Gwardia Wrocław           | 3:2   | TSV Bayer 04 Leverkusen   | 14:25, 25:21, 30:28, 21:25, 15:10 |
| 14.12.2004 | Sladki Greh Ljubljana     | 3:1   | ATSC Sparkasse Klagenfurt | 25:19, 23:25, 25:14, 25:17        |

### Ćwierćfinał
| Data       | Drużyna 1          | Wynik | Drużyna 2               | Sety                              |
| ---------- | ------------------ | ----- | ----------------------- | --------------------------------- |
| 06.01.2005 | Chieri Volley      | 3:0   | Longa'59 Lichtenvoorde  | 25:15, 25:19, 25:17               |
| 13.01.2005 | Chieri Volley      | 3:2   | Longa'59 Lichtenvoorde  | 25:13, 20:25, 21:25, 28:26, 15:12 |
| 05.01.2005 | Dżinestra Odessa   | 2:3   | TSV Bayer 04 Leverkusen | 25:21, 19:25, 23:25, 30:28, 12:15 |
| 12.01.2005 | Dżinestra Odessa   | 0:3   | TSV Bayer 04 Leverkusen | 14:25, 16:25, 14:25               |
| 05.01.2005 | Eczacıbaşı Stambuł | 3:0   | RC Villebon 91          | 25:18, 27:25, 25:19               |
| 12.01.2005 | Eczacıbaşı Stambuł | 3:0   | RC Villebon 91          | 25:17, 25:20, 25:22               |
| 05.01.2005 | Gwardia Wrocław    | 2:3   | Eburon Tongeren         | 20:25, 25:18, 22:25, 25:22, 6:15  |
| 11.01.2005 | Gwardia Wrocław    | 3:2   | Eburon Tongeren         | 25:20, 27:25, 10:25, 21:25, 15:13 |

### Turniej finałowy
Turyn

#### Półfinał
| Data       | Drużyna 1               | Wynik | Drużyna 2          | Sety                              |
| ---------- | ----------------------- | ----- | ------------------ | --------------------------------- |
| 12.03.2005 | Chieri Volley           | 3:0   | Eczacıbaşı Stambuł | 25:10, 25:14, 25:15               |
| 12.03.2005 | TSV Bayer 04 Leverkusen | 3:2   | Eburon Tongeren    | 24:26, 25:19, 22:25, 25:22, 15:12 |

#### Mecz o 3. miejsce
| Data       | Drużyna 1          | Wynik | Drużyna 2       | Sety                |
| ---------- | ------------------ | ----- | --------------- | ------------------- |
| 13.03.2005 | Eczacıbaşı Stambuł | 3:0   | Eburon Tongeren | 25:18, 25:13, 25:23 |

#### Finał
| Data       | Drużyna 1     | Wynik | Drużyna 2               | Sety                |
| ---------- | ------------- | ----- | ----------------------- | ------------------- |
| 13.03.2005 | Chieri Volley | 3:0   | TSV Bayer 04 Leverkusen | 25:19, 25:13, 25:17 |

## Klasyfikacja końcowa
| Miejsce | Drużyna                 |
| ------- | ----------------------- |
| złoto   | Chieri Volley           |
| srebro  | TSV Bayer 04 Leverkusen |
| brąz    | Eczacıbaşı Stambuł      |
| 4.      | Eburon Tongeren         |